# Богатырь (Смоленская область)
Богаты́рь — деревня в Угранском районе Смоленской области России.
Расположена в восточной части области в 20 км к северо-востоку от Угры, у автодороги Р132 Вязьма — Калуга — Тула — Рязань. По состоянию на 2022 год население отсутствует. 
До 1861 года владельческая деревня при колодцах, 14 дворов, 206 жителей. В 1904 году в деревне 48 дворов (315 жителей).
6 октября 1941 года рядом с деревней Богатырь состоялся бой, в котором погибла первая в Советской Армии батарея реактивной артиллерии (Катюши) капитана И. А. Флёрова.
Жители деревни похоронили мертвых и подобрали раненых, которым в темноте удалось уползти в болото и кустарник. Их было около тридцати. Деревенский врач М. Н. Богатырьков, учительница А. М. Ерошенкова, комсомольцы Н. Ерошенков — брат учительницы и Н. Бойков перевязали бойцов, накормили, устроили всех в пустующем доме. Немцы, узнав о раненых, вернулись в деревню, забрали их и расстреляли. Несколько позже они убили, по доносу предателя, врача и обоих комсомольцев. Успела избежать расправы только А. М. Ерошенкова.

## Достопримечательности
- Обелиск Архивная копия от 28 марта 2016 на Wayback Machine (мрамор, архитектор Аптекин Г. М., 1964 год.) на памятном месте, недалеко от дер. Богатырь, где погибла батарея капитана И. А. Флёрова.

В 1995 году поисковыми отрядами были обнаружены и перезахоронены у деревни Богатырь останки Ивана Андреевича Флёрова и шести его товарищей. На месте обнаружения останков (в поле) установлена памятная плита Архивная копия от 22 марта 2016 на Wayback Machine.